# Josef Kříž
Josef Kříž (9. března 1878 Komařice – ???), byl československý politik a meziválečný poslanec Národního shromáždění za Československou sociálně demokratickou stranu dělnickou, později za Komunistickou stranu Československa a nakonec za Neodvislou stranu komunistickou v ČSR.

## Biografie
Podle údajů k roku 1920 byl profesí železničním zřízencem v Praze.
V letech 1918-1920 zasedal v Revolučním národním shromáždění. V parlamentních volbách v roce 1920 se stal poslancem Národního shromáždění. Zvolen byl za sociální demokraty, v průběhu volebního období přešel do nově vzniklé KSČ. V květnu 1925 pak odešel z poslaneckého klubu KSČ a přestoupil do klubu Neodvislé strany komunistické v ČSR, která vznikla odtržením stoupenců Josefa Bubníka od KSČ.